# Morten Gamst Pedersen
Morten Gamst Pedersen (Vadsø, 8 settembre 1981) è un ex calciatore norvegese, di ruolo centrocampista o attaccante.
Il suo soprannome è van Gamsten, in riferimento al suo idolo Marco van Basten.

## Biografia
È il figlio di Ernst Pedersen, ex calciatore norvegese.
Ha formato, assieme ai colleghi Freddy dos Santos, Raymond Kvisvik, Kristofer Hæstad e Øyvind Svenning, il gruppo musicale The Players, che ha distribuito per beneficenza un singolo che è diventato una hit in tutta la Scandinavia.

## Caratteristiche tecniche
Centrocampista versatile, può agire anche sulla fascia destra o come attaccante e seconda punta.
Calciatore che non fa della prestanza fisica la sua dote migliore, ma che fa della flessibilità e dell'atletismo i suoi punti di forza. Nel 2006 ha dichiarato di non voler perdere queste sue caratteristiche, aumentando la sua massa muscolare; aggiunse di preferire l'allenamento per la forza e la resistenza.
Il suo piede naturale è il sinistro.

## Carriera

### Club
Gamst Pedersen ha iniziato la carriera professionistica con la maglia del Tromsø. Ha debuttato nell'Eliteserien il 16 aprile 2000, sostituendo Tryggvi Guðmundsson nel successo per 3-0 contro il Bryne. Il 1º ottobre dello stesso anno ha segnato la prima rete nella massima divisione norvegese: sul parziale di 0-2 per lo Start, Gamst Pedersen ha trovato la rete che ha dato inizio alla rimonta ed il Tromsø è riuscito infine ad imporsi per 3-2.
Ha conquistato il posto da titolare a partire dal campionato 2001. La sua stagione è stata positiva, con 26 partite e 5 reti all'attivo, ma il Tromsø non è riuscito a raggiungere la salvezza e pertanto è retrocesso in 1. divisjon. È stato comunque tra i protagonisti della pronta risalita del club, che ha vinto il campionato anche grazie ai 18 gol messi a segno da Gamst Pedersen. La squadra ha raggiunto la salvezza nel 2003 e l'Eliteserien 2004 è stata la stagione in cui Gamst Pedersen si è imposto anche a livello internazionale: ha segnato infatti 7 gol in 18 incontri.
Il Blackburn ha messo gli occhi su Gamst Pedersen a giugno 2004 ed ha formulato un'offerta per acquistarne il cartellino: il Tromsø ha rifiutato però la proposta. L'accordo è stato raggiunto soltanto nel mese di agosto, in cambio della cifra di 2,5 milioni di sterline. Ha esordito nella Premier League il 28 agosto, schierato titolare nel pareggio per 1-1 contro il Manchester United: è stato lui a fornire l'assist per la rete del compagno Paul Dickov. Il 22 settembre ha segnato il suo primo gol in Inghilterra: è andato infatti in rete nel secondo turno della FA Cup 2004-2005, nel pareggio per 3-3 contro il Bournemouth: la gara si è protratta fino ai calci di rigore, con Gamst Pedersen che ha realizzato il suo penalty, ma il Blackburn è stato comunque eliminato dalla competizione. L'allenatore che lo ha voluto in squadra, Graeme Souness, è stato rimpiazzato da Mark Hughes alla guida dei Blackburn Rovers a partire dal settembre 2004. Hughes lo ha considerato, inizialmente, troppo leggero per giocare nel campionato inglese e lo ha utilizzato poco. Durante questo periodo, ha ricevuto il supporto dei colleghi e connazionali John Arne Riise e Ole Gunnar Solskjær. Con il passare del tempo, però, ha riconquistato il posto in squadra. Il 15 gennaio 2005 è arrivata la prima rete in campionato, che ha portato al Blackburn 3 punti: è stato suo infatti il gol che ha deciso l'incontro con il Portsmouth, a Fratton Park. Ha concluso la prima stagione con 8 gol in 26 presenze, tra campionato e coppe.

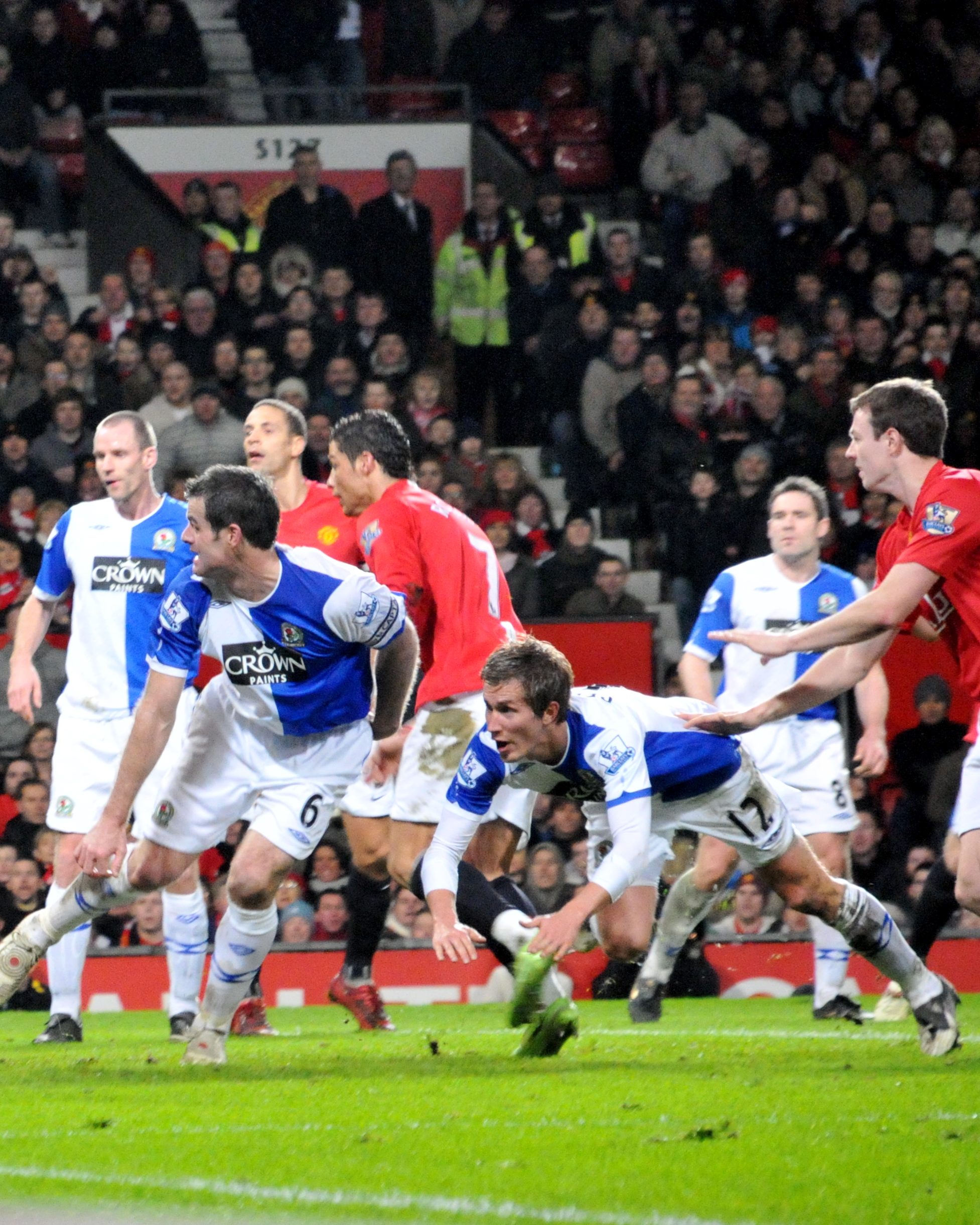
Gamst Pedersen in azione contro il Manchester United.

 Dopo l'inizio stentato della sua avventura inglese, in questa stagione Gamst Pedersen è riuscito ad imporsi. Ha cominciato infatti ad essere schierato sulla fascia sinistra ed è diventato famoso per i suoi gol spettacolari. Ha Iniziato positivamente il campionato 2005-2006: il 20 agosto ha siglato un gol ai danni del Fulham, nel successo del suo Blackburn per 2-1: quella marcatura è stata scelta dalla British Broadcasting Corporation (BBC) come la più bella del mese. Il periodo positivo è proseguito segnando una doppietta contro il Manchester United: i Rovers sono riusciti così ad imporsi ad Old Trafford per 2-1. Il primo gol è arrivato con un po' di fortuna, dopo aver battuto un calcio di punizione che ha colto impreparati Edwin van der Sar e la difesa dei Red Devils. La seconda marcatura è arrivata nei minuti finali, quando ha sfruttato un assist di Michael Gray. Gamst Pedersen è stato votato come migliore in campo. L'11 gennaio 2006 ha segnato nuovamente ai danni del Manchester United, nella semifinale dell'edizione stagionale della Football League Cup: un suo tiro ha pareggiato infatti il vantaggio siglato da Louis Saha. Ha terminato la stagione con 10 reti all'attivo e il Blackburn ha raggiunto la qualificazione per la Coppa UEFA 2006-2007.
Il 9 giugno 2006 è stato reso noto il suo rinnovo contrattuale, che lo ha legato al club fino al 30 giugno 2010. In questa stagione, ha deciso di far scrivere sulla sua maglia "Gamst", piuttosto che "Pedersen". Ha motivato la decisione sostenendo che Gamst fosse il nome con cui era conosciuto in patria. Il 14 settembre ha debuttato nelle competizioni europee per club, scendendo in campo nel primo turno della Coppa UEFA: è stato infatti titolare nel pareggio per 2-2 in casa del Salisburgo. Il 23 novembre ha giocato nel pareggio a reti inviolate contro il Feyenoord: nel corso della partita, Gamst Pedersen è andato a battere una rimessa laterale ed è stato colpito da un bicchiere di plastica pieno di birra che gli è stato lanciato dagli spalti dai tifosi olandesi. L'Union of European Football Associations (UEFA) ha aperto un'inchiesta sull'accaduto. La sua avventura europea e quella del Blackburn è terminata contro il Bayer Leverkusen. In campionato, il club inglese ha centrato la qualificazione per la Coppa Intertoto 2007.
Ha affrontato con la sua squadra, quindi, questa competizione nell'estate 2007. È andato anche a segno nel 4-0 inflitto al Vėtra, che è stata la sua prima realizzazione a livello europeo: ha sfruttato un assist di David Bentley ed ha insaccato la palla con un colpo di testa. Il successo nel torneo ha garantito l'accesso del club alla Coppa UEFA 2007-2008. Per il primo gol stagionale in campionato ha dovuto attendere fino al 31 ottobre, quando ha segnato nella vittoria per 1-2 sul campo del Portsmouth. I Rovers hanno concluso la stagione al 7º posto finale.
Nel 2008 è stato scelto come allenatore Paul Ince e con la sua guida, Gamst Pedersen si è trovato spesso fuori squadra. Dopo l'avvicendamento in panchina tra Ince e Sam Allardyce, le cose sono cambiate: il norvegese ha ritrovato il posto da titolare ed è stato schierato anche da trequartista centrale. L'unico gol stagionale è datato 9 maggio 2009, ancora una volta ai danni del Portsmouth: il Blackburn si è aggiudicato il match con il punteggio di 2-0.
Nella stagione seguente, ha trovato il gol già al suo terzo match: ha siglato la rete del definitivo 1-3 in casa del Gillingham, nella Football League Cup 2009-2010. Il 17 aprile 2010 è stato titolare nella sconfitta del Blackburn per 2-3 contro l'Everton: in quell'incontro, Gamst Pedersen ha colpito con un duro tackle il centrocampista avversario Mikel Arteta, che si è rialzato ed ha infilato un dito nell'occhio del norvegese. L'arbitro ha deciso di ammonire entrambi i calciatori. Arteta, alla fine del match, ha dichiarato di aver sbagliato a reagire in questo modo, ma che non era stata la prima volta in carriera che Gamst Pedersen lo colpiva duramente. I media hanno scritto comunque che la reazione dello spagnolo avrebbe meritato il cartellino rosso. Il 19 maggio, il sito ufficiale del Blackburn ha annunciato la felice conclusione delle trattative per il rinnovo contrattuale di Gamst Pedersen, che lo avrebbe legato al club fino al 30 giugno 2014. Il Blackburn ha concluso il campionato in una posizione di metà classifica.
Il 10 novembre è stato titolare nella vittoria per 1-2 a St James' Park contro il Newcastle United, gara in cui è andato a segno. Nello stesso match, però, l'avversario Joey Barton ha colpito Gamst Pedersen con un pugno allo stomaco. L'inglese non è stato visto dall'arbitro, perciò ha potuto continuare la partita. Le telecamere hanno dimostrato però come il gesto fosse indifendibile. Qualche giorno dopo, Barton ha chiesto scusa a Gamst Pedersen ed il norvegese lo ha perdonato. In campionato, nel frattempo, l'ala ha segnato quattro reti in quattro incontri: ai danni del Wigan Athletic, del già citato Newcastle e una doppietta contro l'Aston Villa. Il campionato 2011-2012 si è concluso con la retrocessione del Blackburn.
Il 29 agosto 2013 si è trasferito ufficialmente ai turchi del Karabükspor, a cui si è legato con un contratto dalla durata biennale. Ha esordito in squadra il 1º settembre, subentrando a Gökhan Ünal nella vittoria per 1-0 sul Gençlerbirliği. Rimasto in squadra fino al marzo seguente, totalizzando 13 presenze tra campionato e coppa.
L'8 marzo 2014 è stato ufficialmente ingaggiato dal Rosenborg. Ha scelto la maglia numero 8. Ha esordito con questa maglia in data 29 marzo, schierato titolare nel pareggio per 2-2 contro il Viking. Il 21 aprile è arrivata la prima rete, nel pareggio per 2-2 maturato sul campo del Bodø/Glimt.
Il 25 ottobre 2015 con due partite d'anticipo sulla fine del campionato, il suo Rosenborg si è laureato campione per la 23ª volta nella sua storia. Il 22 novembre 2015, con la vittoria per 2-0 sul Sarpsborg 08, il Rosenborg ha conquistato la vittoria finale nel Norgesmesterskapet 2015, conquistando così il double. Il 7 gennaio 2016 ha rescisso il contratto che lo legava al club. Si è congedato dal club con 37 presenze e 5 reti tra tutte le competizioni.
Il 9 febbraio 2016 il Tromsø ha reso noto sul proprio sito internet d'aver ingaggiato Gamst Pedersen, che si è legato al club con un contratto annuale con opzione per il secondo anno. Il giocatore ha scelto di vestire la maglia numero 7. Il 15 dicembre 2016 ha rinnovato il contratto che lo legava al club.
Il 27 novembre 2017, il Tromsø ha comunicato un ulteriore prolungamento del contratto di Gamst Pedersen, fino al 31 dicembre 2019.
Il 3 marzo 2020 ha firmato un contratto con l'Alta.
Il 30 aprile 2021 ha rinnovato il contratto che lo legava al club.
L'8 marzo 2022 è passato all'Åsane, a cui si è legato con un accordo annuale.
Il 18 aprile 2023 è stato ingaggiato dal Ranheim, con un contratto annuale.

### Nazionale
Gamst Pedersen ha giocato 18 incontri con la maglia della Norvegia under 21, segnando 10 reti. Ha debuttato il 14 agosto 2001, sostituendo Christer George nella vittoria in amichevole per 3-0 contro la Germania. Ha segnato il primo gol il 1º agosto 2003, nello 0-5 inflitto al Lussemburgo. Il 13 gennaio 2004 ha siglato una tripletta, nello 0-5 in amichevole contro il Qatar.
La prima presenza nella Nazionale maggiore è datata 18 febbraio 2004: schierato titolare contro l'Irlanda del Nord, ha segnato una doppietta ed ha contribuito al successo degli scandinavi per 1-4. Il 4 settembre dello stesso anno ha giocato il primo incontro valido per le qualificazioni al campionato mondiale 2006, subentrando a Jan-Derek Sørensen. Sempre in queste qualificazioni ha realizzato l'unica rete il 13 ottobre 2004: è andato in gol nel 3-0 con cui la Norvegia ha superata la Slovenia. La squadra non si è qualificata però per il campionato del mondo 2006. Il 2 settembre 2006 è arrivata la 25ª presenza in Nazionale, per la sfida contro l'Ungheria, così gli è stato assegnato il Gullklokka. La sfida contro i magiari è terminata con un successo per 4-1, con Gamst Pedersen che ha segnato una rete simile a quella di Marco van Basten contro l'Unione Sovietica al campionato d'Europa 1988. I quotidiani norvegesi, da quel giorno, lo hanno ribattezzato van Gamsten.
La Norvegia ha fallito l'assalto alla qualificazione al campionato d'Europa 2008 e al campionato del mondo 2010. L'11 novembre 2013, è tornato ad essere convocato in Nazionale, a distanza di oltre un anno dall'ultima partita giocata con la Norvegia.

## Statistiche

### Presenze e reti nei club
Statistiche aggiornate al 12 dicembre 2023.
| Stagione            | Club               | Campionato         | Campionato | Campionato | Coppe nazionali | Coppe nazionali | Coppe nazionali | Coppe continentali | Coppe continentali | Coppe continentali | Supercoppe | Supercoppe | Supercoppe | Totale | Totale |
| Stagione            | Club               | Comp               | Pres       | Reti       | Comp            | Pres            | Reti            | Comp               | Pres               | Reti               | Comp       | Pres       | Reti       | Pres   | Reti   |
| ------------------- | ------------------ | ------------------ | ---------- | ---------- | --------------- | --------------- | --------------- | ------------------ | ------------------ | ------------------ | ---------- | ---------- | ---------- | ------ | ------ |
| 1997                | Norild             | ?                  | 21         | 0          | CN              | ?               | ?               | -                  | -                  | -                  | -          | -          | -          | 21+    | 0+     |
| 1998                | Polarstjernen      | 2D                 | 20         | 4          | CN              | ?               | ?               | -                  | -                  | -                  | -          | -          | -          | 20+    | 4+     |
| 1999                | Norild             | 3D                 | 11         | 9          | CN              | ?               | ?               | -                  | -                  | -                  | -          | -          | -          | 11+    | 9+     |
| Totale Norild       | Totale Norild      | Totale Norild      | 32+        | 9+         |                 | ?               | ?               |                    |                    |                    |            |            |            | 32+    | 9+     |
| 2000                | Tromsø             | ES                 | 10         | 3          | CN              | 1               | 0               | -                  | -                  | -                  | -          | -          | -          | 11     | 3      |
| 2001                | Tromsø             | ES                 | 26         | 5          | CN              | 4               | 0               | -                  | -                  | -                  | -          | -          | -          | 30     | 5      |
| 2002                | Tromsø             | 1D                 | 23         | 19         | CN              | 5               | 3               | -                  | -                  | -                  | -          | -          | -          | 28     | 22     |
| 2003                | Tromsø             | ES                 | 26         | 7          | CN              | 5               | 5               | -                  | -                  | -                  | -          | -          | -          | 31     | 12     |
| 2004                | Tromsø             | ES                 | 18         | 7          | CN              | 3               | 3               | -                  | -                  | -                  | -          | -          | -          | 21     | 10     |
| 2004-2005           | Blackburn          | PL                 | 19         | 4          | FACup+CdL       | 7+1             | 3+1             | -                  | -                  | -                  | -          | -          | -          | 27     | 8      |
| 2005-2006           | Blackburn          | PL                 | 34         | 9          | FACup+CdL       | 2+6             | 0+1             | -                  | -                  | -                  | -          | -          | -          | 42     | 10     |
| 2006-2007           | Blackburn          | PL                 | 36         | 6          | FACup+CdL       | 5+1             | 2+0             | CU                 | 7                  | 0                  | -          | -          | -          | 49     | 8      |
| 2007-2008           | Blackburn          | PL                 | 37         | 4          | FACup+CdL       | 1+2             | 0+1             | Int+CU             | 2+4                | 1+0                | -          | -          | -          | 46     | 6      |
| 2008-2009           | Blackburn          | PL                 | 33         | 1          | FACup+CdL       | 1+3             | 0+0             | -                  | -                  | -                  | -          | -          | -          | 37     | 1      |
| 2009-2010           | Blackburn          | PL                 | 33         | 3          | FACup+CdL       | 5+1             | 2+0             | -                  | -                  | -                  | -          | -          | -          | 39     | 5      |
| 2010-2011           | Blackburn          | PL                 | 35         | 4          | FACup+CdL       | 2+2             | 0+0             | -                  | -                  | -                  | -          | -          | -          | 39     | 4      |
| 2011-2012           | Blackburn          | PL                 | 33         | 3          | FACup+CdL       | 1+3             | 0+1             | -                  | -                  | -                  | -          | -          | -          | 37     | 4      |
| 2012-2013           | Blackburn          | FLC                | 28         | 1          | FACup+CdL       | 5+0             | 0+0             | -                  | -                  | -                  | -          | -          | -          | 33     | 1      |
| ago. 2013           | Blackburn          | FLC                | 0          | 0          | FACup+CdL       | 0               | 0               | -                  | -                  | -                  | -          | -          | -          | 0      | 0      |
| Totale Blackburn    | Totale Blackburn   | Totale Blackburn   | 288        | 35         |                 | 29+19           | 7+4             |                    | 13                 | 1                  |            |            |            | 349    | 47     |
| ago. 2013-feb. 2014 | Karabükspor        | SL                 | 10         | 0          | CT              | 3               | 0               | -                  | -                  | -                  | -          | -          | -          | 13     | 0      |
| 2014                | Rosenborg 2        | 2D                 | 1          | 0          |                 | -               | -               |                    | -                  | -                  | -          | -          | -          | 1      | 0      |
| 2014                | Rosenborg          | ES                 | 24         | 3          | CN              | 2               | 1               | UEL                | 6                  | 1                  | -          | -          | -          | 32     | 5      |
| 2015                | Rosenborg 2        | 3D                 | 5          | 5          |                 | -               | -               |                    | -                  | -                  | -          | -          | -          | 5      | 5      |
| Totale Rosenborg 2  | Totale Rosenborg 2 | Totale Rosenborg 2 | 6          | 5          |                 | -               | -               |                    | -                  | -                  |            |            |            | 6      | 5      |
| 2015                | Rosenborg          | ES                 | 4          | 0          | CN              | 1               | 0               | UEL                | 0                  | 0                  | -          | -          | -          | 5      | 0      |
| Totale Rosenborg    | Totale Rosenborg   | Totale Rosenborg   | 28         | 3          |                 | 3               | 1               |                    | 6                  | 1                  |            |            |            | 37     | 5      |
| 2016                | Tromsø 2           | 2D                 | 2          | 0          |                 | -               | -               | -                  | -                  | -                  | -          | -          | -          | 2      | 0      |
| 2016                | Tromsø             | ES                 | 8          | 0          | CN              | 1               | 0               | -                  | -                  | -                  | -          | -          | -          | 9      | 0      |
| 2017                | Tromsø             | ES                 | 24         | 1          | CN              | 2               | 1               | -                  | -                  | -                  | -          | -          | -          | 26     | 2      |
| 2018                | Tromsø             | ES                 | 27         | 1          | CN              | 2               | 0               | -                  | -                  | -                  | -          | -          | -          | 29     | 1      |
| 2019                | Tromsø             | ES                 | 29         | 1          | CN              | 3               | 0               | -                  | -                  | -                  | -          | -          | -          | 32     | 1      |
| Totale Tromsø       | Totale Tromsø      | Totale Tromsø      | 191        | 44         |                 | 26              | 12              |                    |                    |                    |            |            |            | 217    | 56     |
| 2020                | Alta               | 2D                 | 13         | 7          | -               | -               | -               | -                  | -                  | -                  | -          | -          | -          | 13     | 7      |
| 2021                | Alta               | 2D                 | 25         | 12         | CN              | 3               | 0               | -                  | -                  | -                  | -          | -          | -          | 28     | 12     |
| Totale Alta         | Totale Alta        | Totale Alta        | 38         | 19         |                 | 3               | 0               |                    |                    |                    |            |            |            | 41     | 19     |
| 2022                | Åsane              | 1D                 | 16         | 0          | CN+CN           | 1+1             | 0               | -                  | -                  | -                  | -          | -          | -          | 18     | 0      |
| 2023                | Ranheim 2          | 4D                 | 3          | 0          |                 | 0               | 0               | -                  | -                  | -                  | -          | -          | -          | 3      | 0      |
| 2023                | Ranheim            | 1D                 | 19         | 2          | CN              | 3               | 2               | -                  | -                  | -                  | -          | -          | -          | 22     | 4      |
| Totale carriera     | Totale carriera    | Totale carriera    | 652        | 121        |                 | 88              | 26              |                    | 19                 | 2                  |            |            |            | 759    | 149    |

### Cronologia presenze e reti in Nazionale
| Cronologia completa delle presenze e delle reti in nazionale ― Norvegia | Cronologia completa delle presenze e delle reti in nazionale ― Norvegia | Cronologia completa delle presenze e delle reti in nazionale ― Norvegia | Cronologia completa delle presenze e delle reti in nazionale ― Norvegia | Cronologia completa delle presenze e delle reti in nazionale ― Norvegia | Cronologia completa delle presenze e delle reti in nazionale ― Norvegia | Cronologia completa delle presenze e delle reti in nazionale ― Norvegia | Cronologia completa delle presenze e delle reti in nazionale ― Norvegia |
| Data                                                                    | Città                                                                   | In casa                                                                 | Risultato                                                               | Ospiti                                                                  | Competizione                                                            | Reti                                                                    | Note                                                                    |
| ----------------------------------------------------------------------- | ----------------------------------------------------------------------- | ----------------------------------------------------------------------- | ----------------------------------------------------------------------- | ----------------------------------------------------------------------- | ----------------------------------------------------------------------- | ----------------------------------------------------------------------- | ----------------------------------------------------------------------- |
| 18-2-2004                                                               | Belfast                                                                 | Irlanda del Nord                                                        | 1 – 4                                                                   | Norvegia                                                                | Amichevole                                                              | 2                                                                       |                                                                         |
| 31-3-2004                                                               | Belgrado                                                                | Serbia e Montenegro                                                     | 1 – 4                                                                   | Norvegia                                                                | Amichevole                                                              | -                                                                       |                                                                         |
| 28-4-2004                                                               | Oslo                                                                    | Norvegia                                                                | 3 – 2                                                                   | Russia                                                                  | Amichevole                                                              | -                                                                       |                                                                         |
| 27-5-2004                                                               | Oslo                                                                    | Norvegia                                                                | 0 – 0                                                                   | Galles                                                                  | Amichevole                                                              | -                                                                       |                                                                         |
| 18-8-2004                                                               | Oslo                                                                    | Norvegia                                                                | 2 – 2                                                                   | Belgio                                                                  | Amichevole                                                              | -                                                                       |                                                                         |
| 4-9-2004                                                                | Palermo                                                                 | Italia                                                                  | 2 – 1                                                                   | Norvegia                                                                | Qual. Mondiali 2006                                                     | -                                                                       |                                                                         |
| 8-9-2004                                                                | Oslo                                                                    | Norvegia                                                                | 1 – 1                                                                   | Bielorussia                                                             | Qual. Mondiali 2002                                                     | -                                                                       |                                                                         |
| 9-10-2004                                                               | Glasgow                                                                 | Scozia                                                                  | 0 – 1                                                                   | Norvegia                                                                | Qual. Mondiali 2006                                                     | -                                                                       |                                                                         |
| 13-10-2004                                                              | Oslo                                                                    | Norvegia                                                                | 3 – 0                                                                   | Slovenia                                                                | Qual. Mondiali 2006                                                     | 1                                                                       |                                                                         |
| 16-11-2004                                                              | Londra                                                                  | Australia                                                               | 2 – 2                                                                   | Norvegia                                                                | Amichevole                                                              | 1                                                                       |                                                                         |
| 9-2-2005                                                                | Ta' Qali                                                                | Malta                                                                   | 0 – 3                                                                   | Norvegia                                                                | Amichevole                                                              | -                                                                       |                                                                         |
| 30-3-2005                                                               | Chișinău                                                                | Moldavia                                                                | 0 – 0                                                                   | Norvegia                                                                | Qual. Mondiali 2006                                                     | -                                                                       |                                                                         |
| 24-5-2005                                                               | Oslo                                                                    | Norvegia                                                                | 1 – 0                                                                   | Costa Rica                                                              | Amichevole                                                              | -                                                                       |                                                                         |
| 4-6-2005                                                                | Oslo                                                                    | Norvegia                                                                | 0 – 0                                                                   | Italia                                                                  | Qual. Mondiali 2006                                                     | -                                                                       |                                                                         |
| 8-6-2005                                                                | Stoccolma                                                               | Svezia                                                                  | 2 – 3                                                                   | Norvegia                                                                | Amichevole                                                              | -                                                                       |                                                                         |
| 17-8-2005                                                               | Oslo                                                                    | Norvegia                                                                | 0 – 2                                                                   | Svizzera                                                                | Amichevole                                                              | -                                                                       |                                                                         |
| 3-9-2005                                                                | Celje                                                                   | Slovenia                                                                | 2 – 3                                                                   | Norvegia                                                                | Qual. Mondiali 2006                                                     | 1                                                                       |                                                                         |
| 8-10-2005                                                               | Oslo                                                                    | Norvegia                                                                | 1 – 0                                                                   | Moldavia                                                                | Qual. Mondiali 2006                                                     | 1                                                                       |                                                                         |
| 12-10-2005                                                              | Minsk                                                                   | Bielorussia                                                             | 0 – 1                                                                   | Norvegia                                                                | Qual. Mondiali 2006                                                     | -                                                                       |                                                                         |
| 12-11-2005                                                              | Oslo                                                                    | Norvegia                                                                | 0 – 1                                                                   | Rep. Ceca                                                               | Qual. Mondiali 2006                                                     | -                                                                       |                                                                         |
| 16-11-2005                                                              | Praga                                                                   | Rep. Ceca                                                               | 1 – 0                                                                   | Norvegia                                                                | Qual. Mondiali 2006                                                     | -                                                                       |                                                                         |
| 24-5-2006                                                               | Oslo                                                                    | Norvegia                                                                | 2 – 2                                                                   | Paraguay                                                                | Amichevole                                                              | -                                                                       |                                                                         |
| 1-6-2006                                                                | Oslo                                                                    | Norvegia                                                                | 0 – 0                                                                   | Corea del Sud                                                           | Amichevole                                                              | -                                                                       |                                                                         |
| 16-8-2006                                                               | Oslo                                                                    | Norvegia                                                                | 1 – 1                                                                   | Brasile                                                                 | Amichevole                                                              | 1                                                                       |                                                                         |
| 2-9-2006                                                                | Budapest                                                                | Ungheria                                                                | 1 – 4                                                                   | Norvegia                                                                | Qual. Euro 2008                                                         | 1                                                                       |                                                                         |
| 6-9-2006                                                                | Oslo                                                                    | Norvegia                                                                | 2 – 0                                                                   | Moldavia                                                                | Qual. Euro 2008                                                         | -                                                                       |                                                                         |
| 7-10-2006                                                               | Atene                                                                   | Grecia                                                                  | 1 – 0                                                                   | Norvegia                                                                | Qual. Euro 2008                                                         | -                                                                       |                                                                         |
| 7-2-2007                                                                | Fiume                                                                   | Croazia                                                                 | 2 – 1                                                                   | Norvegia                                                                | Amichevole                                                              | -                                                                       |                                                                         |
| 24-3-2007                                                               | Oslo                                                                    | Norvegia                                                                | 1 – 2                                                                   | Bosnia ed Erzegovina                                                    | Qual. Euro 2008                                                         | -                                                                       |                                                                         |
| 2-6-2007                                                                | Oslo                                                                    | Norvegia                                                                | 4 – 0                                                                   | Malta                                                                   | Qual. Euro 2008                                                         | -                                                                       |                                                                         |
| 6-6-2007                                                                | Oslo                                                                    | Norvegia                                                                | 4 – 0                                                                   | Ungheria                                                                | Qual. Euro 2008                                                         | -                                                                       |                                                                         |
| 22-8-2007                                                               | Oslo                                                                    | Norvegia                                                                | 2 – 1                                                                   | Argentina                                                               | Amichevole                                                              | -                                                                       |                                                                         |
| 8-9-2007                                                                | Chișinău                                                                | Moldavia                                                                | 0 – 1                                                                   | Norvegia                                                                | Qual. Euro 2008                                                         | -                                                                       |                                                                         |
| 12-9-2007                                                               | Oslo                                                                    | Norvegia                                                                | 2 – 2                                                                   | Grecia                                                                  | Qual. Euro 2008                                                         | -                                                                       |                                                                         |
| 17-10-2007                                                              | Sarajevo                                                                | Bosnia ed Erzegovina                                                    | 0 – 2                                                                   | Norvegia                                                                | Qual. Euro 2008                                                         | -                                                                       |                                                                         |
| 17-11-2007                                                              | Oslo                                                                    | Norvegia                                                                | 1 – 2                                                                   | Turchia                                                                 | Qual. Euro 2008                                                         | -                                                                       |                                                                         |
| 21-11-2007                                                              | Ta' Qali                                                                | Malta                                                                   | 1 – 4                                                                   | Norvegia                                                                | Qual. Euro 2008                                                         | 1                                                                       |                                                                         |
| 6-2-2008                                                                | Wrexham                                                                 | Galles                                                                  | 3 – 0                                                                   | Norvegia                                                                | Amichevole                                                              | -                                                                       |                                                                         |
| 26-3-2008                                                               | Podgorica                                                               | Montenegro                                                              | 3 – 1                                                                   | Norvegia                                                                | Amichevole                                                              | -                                                                       |                                                                         |
| 28-5-2008                                                               | Oslo                                                                    | Norvegia                                                                | 2 – 2                                                                   | Uruguay                                                                 | Amichevole                                                              | -                                                                       |                                                                         |
| 20-8-2008                                                               | Oslo                                                                    | Norvegia                                                                | 1 – 1                                                                   | Irlanda                                                                 | Amichevole                                                              | -                                                                       |                                                                         |
| 6-9-2008                                                                | Oslo                                                                    | Norvegia                                                                | 2 – 2                                                                   | Islanda                                                                 | Qual. Mondiali 2010                                                     | 1                                                                       |                                                                         |
| 11-10-2008                                                              | Glasgow                                                                 | Scozia                                                                  | 0 – 0                                                                   | Norvegia                                                                | Qual. Mondiali 2010                                                     | -                                                                       |                                                                         |
| 15-10-2008                                                              | Oslo                                                                    | Norvegia                                                                | 0 – 1                                                                   | Paesi Bassi                                                             | Qual. Mondiali 2010                                                     | -                                                                       |                                                                         |
| 19-11-2008                                                              | Dnipropetrovs'k                                                         | Ucraina                                                                 | 1 – 0                                                                   | Norvegia                                                                | Amichevole                                                              | -                                                                       |                                                                         |
| 11-2-2009                                                               | Düsseldorf                                                              | Germania                                                                | 0 – 1                                                                   | Norvegia                                                                | Amichevole                                                              | -                                                                       |                                                                         |
| 28-3-2009                                                               | Rustenburg                                                              | Sudafrica                                                               | 2 – 1                                                                   | Norvegia                                                                | Amichevole                                                              | 1                                                                       |                                                                         |
| 1-4-2009                                                                | Oslo                                                                    | Norvegia                                                                | 3 – 2                                                                   | Finlandia                                                               | Amichevole                                                              | 1                                                                       |                                                                         |
| 6-6-2009                                                                | Skopje                                                                  | Macedonia                                                               | 0 – 0                                                                   | Norvegia                                                                | Qual. Mondiali 2010                                                     | -                                                                       |                                                                         |
| 10-6-2009                                                               | Rotterdam                                                               | Paesi Bassi                                                             | 2 – 0                                                                   | Norvegia                                                                | Qual. Mondiali 2010                                                     | -                                                                       |                                                                         |
| 12-8-2009                                                               | Oslo                                                                    | Norvegia                                                                | 4 – 0                                                                   | Scozia                                                                  | Qual. Mondiali 2010                                                     | 2                                                                       |                                                                         |
| 5-9-2009                                                                | Reykjavík                                                               | Islanda                                                                 | 1 – 1                                                                   | Norvegia                                                                | Qual. Mondiali 2010                                                     | -                                                                       |                                                                         |
| 9-9-2009                                                                | Oslo                                                                    | Norvegia                                                                | 2 – 1                                                                   | Macedonia                                                               | Qual. Mondiali 2010                                                     | -                                                                       |                                                                         |
| 10-10-2009                                                              | Oslo                                                                    | Norvegia                                                                | 1 – 0                                                                   | Sudafrica                                                               | Amichevole                                                              | -                                                                       |                                                                         |
| 14-11-2009                                                              | Ginevra                                                                 | Svizzera                                                                | 0 – 1                                                                   | Norvegia                                                                | Amichevole                                                              | -                                                                       |                                                                         |
| 3-3-2010                                                                | Žilina                                                                  | Slovacchia                                                              | 0 – 1                                                                   | Norvegia                                                                | Amichevole                                                              | -                                                                       |                                                                         |
| 29-5-2010                                                               | Oslo                                                                    | Norvegia                                                                | 2 – 1                                                                   | Montenegro                                                              | Amichevole                                                              | 1                                                                       |                                                                         |
| 2-6-2010                                                                | Oslo                                                                    | Norvegia                                                                | 0 – 1                                                                   | Ucraina                                                                 | Amichevole                                                              | -                                                                       |                                                                         |
| 11-8-2010                                                               | Oslo                                                                    | Norvegia                                                                | 2 – 1                                                                   | Francia                                                                 | Amichevole                                                              | -                                                                       |                                                                         |
| 3-9-2010                                                                | Reykjavík                                                               | Islanda                                                                 | 1 – 2                                                                   | Norvegia                                                                | Qual. Euro 2012                                                         | -                                                                       |                                                                         |
| 7-9-2010                                                                | Oslo                                                                    | Norvegia                                                                | 1 – 0                                                                   | Portogallo                                                              | Qual. Euro 2012                                                         | -                                                                       |                                                                         |
| 8-10-2010                                                               | Larnaca                                                                 | Cipro                                                                   | 1 – 2                                                                   | Norvegia                                                                | Qual. Euro 2012                                                         | -                                                                       |                                                                         |
| 12-10-2010                                                              | Zagabria                                                                | Croazia                                                                 | 2 – 1                                                                   | Norvegia                                                                | Amichevole                                                              | -                                                                       |                                                                         |
| 17-11-2010                                                              | Dublino                                                                 | Irlanda                                                                 | 1 – 2                                                                   | Norvegia                                                                | Amichevole                                                              | 1                                                                       |                                                                         |
| 9-2-2011                                                                | Faro                                                                    | Polonia                                                                 | 1 – 0                                                                   | Norvegia                                                                | Amichevole                                                              | -                                                                       |                                                                         |
| 26-3-2011                                                               | Oslo                                                                    | Norvegia                                                                | 1 – 1                                                                   | Danimarca                                                               | Qual. Euro 2012                                                         | -                                                                       |                                                                         |
| 4-6-2011                                                                | Lisbona                                                                 | Portogallo                                                              | 1 – 0                                                                   | Norvegia                                                                | Qual. Euro 2012                                                         | -                                                                       |                                                                         |
| 7-6-2011                                                                | Oslo                                                                    | Norvegia                                                                | 1 – 0                                                                   | Lituania                                                                | Amichevole                                                              | 1                                                                       |                                                                         |
| 10-8-2011                                                               | Oslo                                                                    | Norvegia                                                                | 3 – 0                                                                   | Rep. Ceca                                                               | Amichevole                                                              | -                                                                       |                                                                         |
| 11-10-2011                                                              | Oslo                                                                    | Norvegia                                                                | 3 – 1                                                                   | Cipro                                                                   | Qual. Euro 2012                                                         | 1                                                                       |                                                                         |
| 12-11-2011                                                              | Cardiff                                                                 | Galles                                                                  | 4 – 1                                                                   | Norvegia                                                                | Amichevole                                                              | -                                                                       |                                                                         |
| 29-2-2012                                                               | Belfast                                                                 | Irlanda del Nord                                                        | 0 – 3                                                                   | Norvegia                                                                | Amichevole                                                              | -                                                                       |                                                                         |
| 26-5-2012                                                               | Oslo                                                                    | Norvegia                                                                | 0 – 1                                                                   | Inghilterra                                                             | Amichevole                                                              | -                                                                       |                                                                         |
| 15-8-2012                                                               | Oslo                                                                    | Norvegia                                                                | 2 – 3                                                                   | Grecia                                                                  | Amichevole                                                              | -                                                                       |                                                                         |
| 15-11-2013                                                              | Herning                                                                 | Danimarca                                                               | 2 – 1                                                                   | Norvegia                                                                | Amichevole                                                              | -                                                                       |                                                                         |
| 19-11-2013                                                              | Molde                                                                   | Norvegia                                                                | 0 – 1                                                                   | Scozia                                                                  | Amichevole                                                              | -                                                                       |                                                                         |
| 15-1-2014                                                               | Abu Dhabi                                                               | Moldavia                                                                | 1 – 2                                                                   | Norvegia                                                                | Amichevole                                                              | -                                                                       |                                                                         |
| 18-1-2014                                                               | Abu Dhabi                                                               | Polonia                                                                 | 3 – 0                                                                   | Norvegia                                                                | Amichevole                                                              | -                                                                       |                                                                         |
| 5-3-2014                                                                | Praga                                                                   | Rep. Ceca                                                               | 2 – 2                                                                   | Norvegia                                                                | Amichevole                                                              | 1                                                                       |                                                                         |
| 31-5-2014                                                               | Oslo                                                                    | Norvegia                                                                | 1 – 1                                                                   | Russia                                                                  | Amichevole                                                              | -                                                                       |                                                                         |
| 27-8-2014                                                               | Stavanger                                                               | Norvegia                                                                | 0 – 0                                                                   | Emirati Arabi Uniti                                                     | Amichevole                                                              | -                                                                       |                                                                         |
| 3-9-2014                                                                | Londra                                                                  | Inghilterra                                                             | 1 – 0                                                                   | Norvegia                                                                | Amichevole                                                              | -                                                                       |                                                                         |
| 9-9-2014                                                                | Oslo                                                                    | Norvegia                                                                | 0 – 2                                                                   | Italia                                                                  | Qual. Euro 2016                                                         | -                                                                       |                                                                         |
| Totale                                                                  |                                                                         | Presenze                                                                | 83                                                                      |                                                                         | Reti                                                                    | 17                                                                      |                                                                         |

## Palmarès

### Club

#### Competizioni nazionali
- Campionato norvegese: 1

Rosenborg: 2015
- Coppa di Norvegia: 1

Rosenborg: 2015

### Individuale
- Gullklokka: 1

2001